# Nishi-ku (Kōbe)
Nishi-ku (西区?) è uno dei nove quartieri di Kōbe, nella prefettura di Hyōgo, sull'isola di Honshū, in Giappone.